# Garrigue

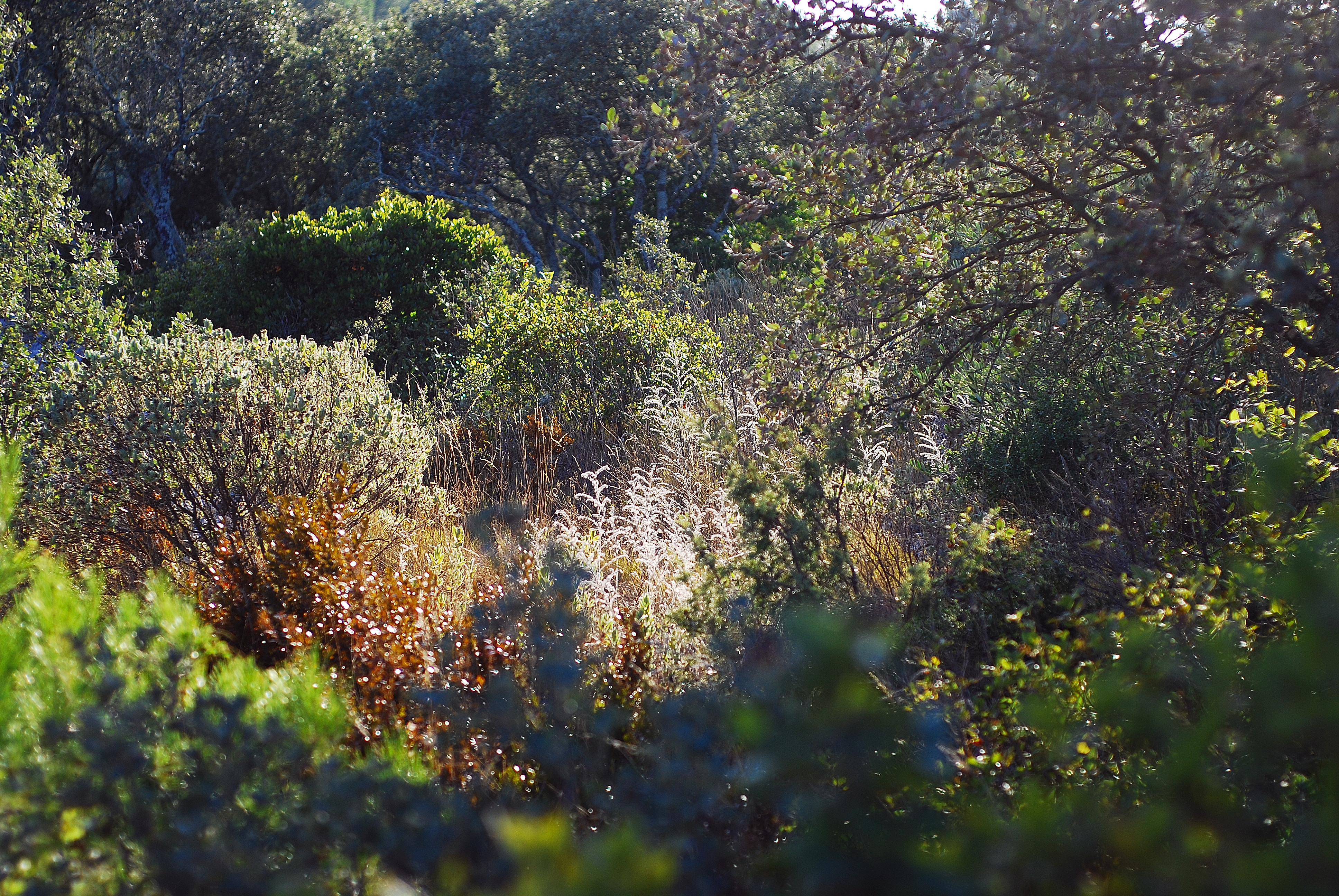
Garrigue in de Provence.

Garrigue is een biotoop met een vegetatie die vooral bestaat uit grassen en lage planten. De vegetatie groeit op vlakke grond en is verwant aan de maquis. Ze komt vooral voor in landen met een warmgematigd klimaat en wordt ongeveer twee meter hoog. 
Het Franse woord 'garrigue' stamt van het Provençaalse woord 'garriga' (1544) en heeft te maken met het Oudfranse woord voor braakliggend terrein, 'jarrie'. De betekenis wordt gezocht in de richting van 'rots' en 'hard'.